# Liechtenstein aux Jeux olympiques d'hiver de 1936
Le Liechtenstein participe aux Jeux olympiques d'hiver de 1936, qui ont lieu à Garmisch-Partenkirchen en Allemagne. Représenté par 4 athlètes, ce pays prend part aux Jeux d'hiver pour la première fois et ne remporte pas de médaille.

## Résultats

### Bobsleigh
| Bob   | Athlètes                               | Épreuve           | Manche 1      | Manche 1 | Manche 2      | Manche 2 | Manche 3      | Manche 3 | Manche 4      | Manche 4 | Total         | Total |
| Bob   | Athlètes                               | Épreuve           | Temps         | Rang     | Temps         | Rang     | Temps         | Rang     | Temps         | Rang     | Temps         | Rang  |
| ----- | -------------------------------------- | ----------------- | ------------- | -------- | ------------- | -------- | ------------- | -------- | ------------- | -------- | ------------- | ----- |
| LIE-1 | Eduard von Falz-Fein Eugen Büchel (de) | Bob à deux hommes | 1 min 30 s 96 | 13       | 1 min 26 s 91 | 15       | 1 min 35 s 27 | 21       | 1 min 28 s 80 | 18       | 6 min 01 s 94 | 18    |

### Ski alpin

#### Hommes
| Athlète             | Épreuve | Descente      | Descente | Slalom       | Slalom      | Slalom      | Total           | Total           |
| Athlète             | Épreuve | Temps         | Rang     | Temps 1      | Temps 2     | Rang        | Points totaux   | Rang            |
| ------------------- | ------- | ------------- | -------- | ------------ | ----------- | ----------- | --------------- | --------------- |
| Franz Schädler (de) | Combiné | 11 min 59 s 8 | 54       | 2 min 32 s 5 | Disqualifié | Disqualifié | N'a pas terminé | N'a pas terminé |
| Hubert Negele (de)  | Combiné | 8 min 09 s 4  | 51       | 2 min 16 s 1 | Disqualifié | Disqualifié | N'a pas terminé | N'a pas terminé |